# 에보닉 인더스트리스

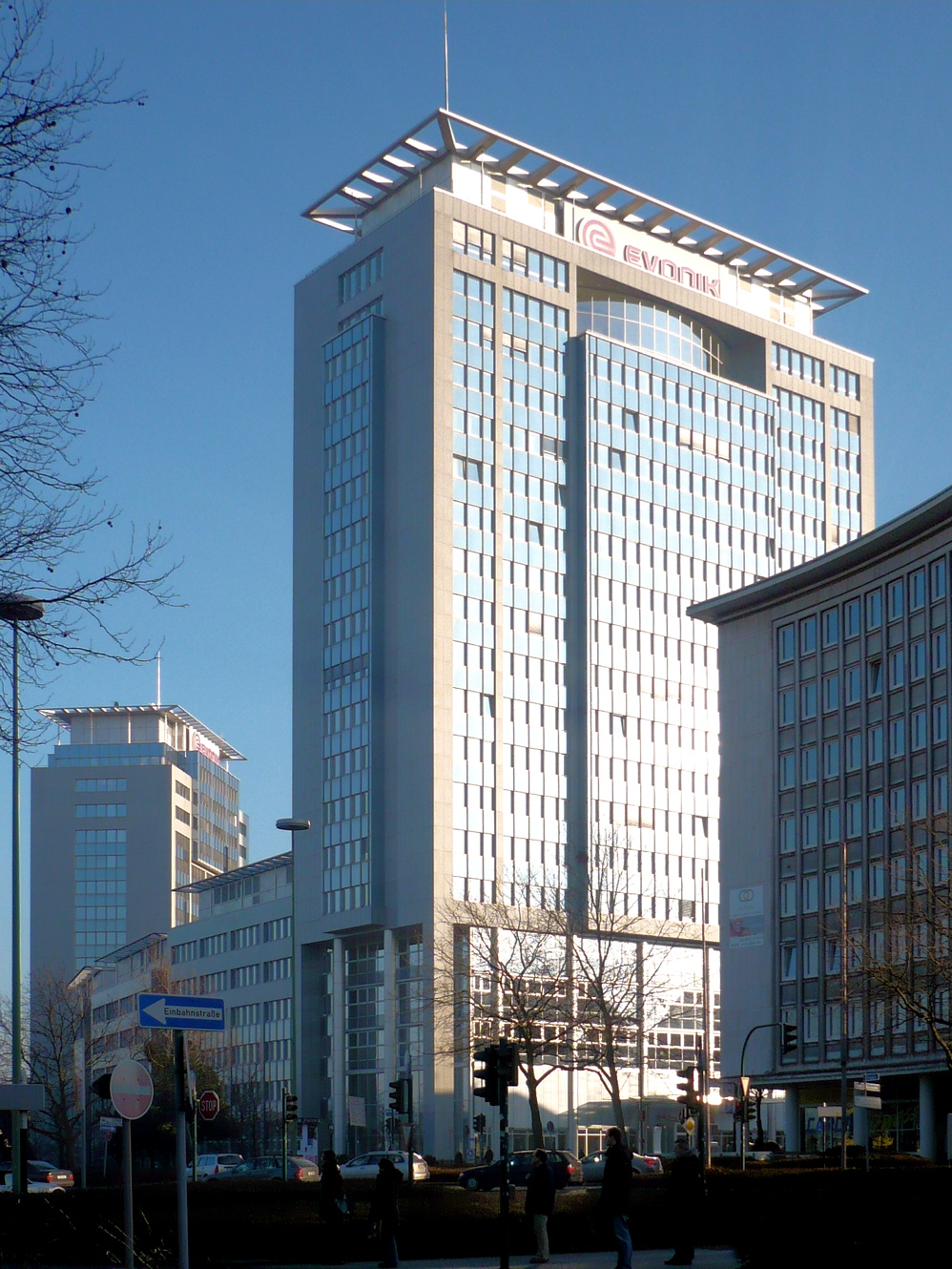

에보닉 인더스트리스(Evonik Industries)는 독일 노르트라인베스트팔렌주 에센에 본사를 둔 독일의 특수화학물질기업이다. 독일에서 2번째로 큰 화학 물질 기업이며 세계 최대의 특수화학물질 기업들 가운데 하나이다. 채광 및 기술그룹 RAG의 구조 조정의 결과로 인해 2007년 9월 12일 설립되었으며 RAG 파운데이션이 소유하고 있다.
에보닉 인더스트리스는 RAG의 화학 물질, 에너지, 부동산의 사업 부문을 통합하는 한편, 채광 사업은 RAG에 의해 계속 수행되고 있다.